# بوب موراي
بوب موراي هو لاعب هوكي الجليد كندي، ولد في 16 يوليو 1948 في بيتيربوروغ في كندا.

## وصلات خارجية
- بوب موراي على موقع دوري الهوكي الوطني (الإنجليزية)
- بوب موراي على موقع قاعة مشاهير الهوكي (لاعب أن.إتش.أل) (الإنجليزية)
- بوب موراي على موقع EliteProspects.com (الإنجليزية)
- بوب موراي على موقع HockeyDB.com (الإنجليزية)
- بوب موراي على موقع Hockey-Reference.com (الإنجليزية)